# John Fitzgerald (pentatleta)
John David Fitzgerald (Chicago, 16 luglio 1948) è un ex pentatleta statunitense.

## Palmarès
In carriera ha conseguito i seguenti risultati:
- Mondiali:

Città del Messico 1975: argento nel pentathlon moderno a squadre.